# OJC De Werf

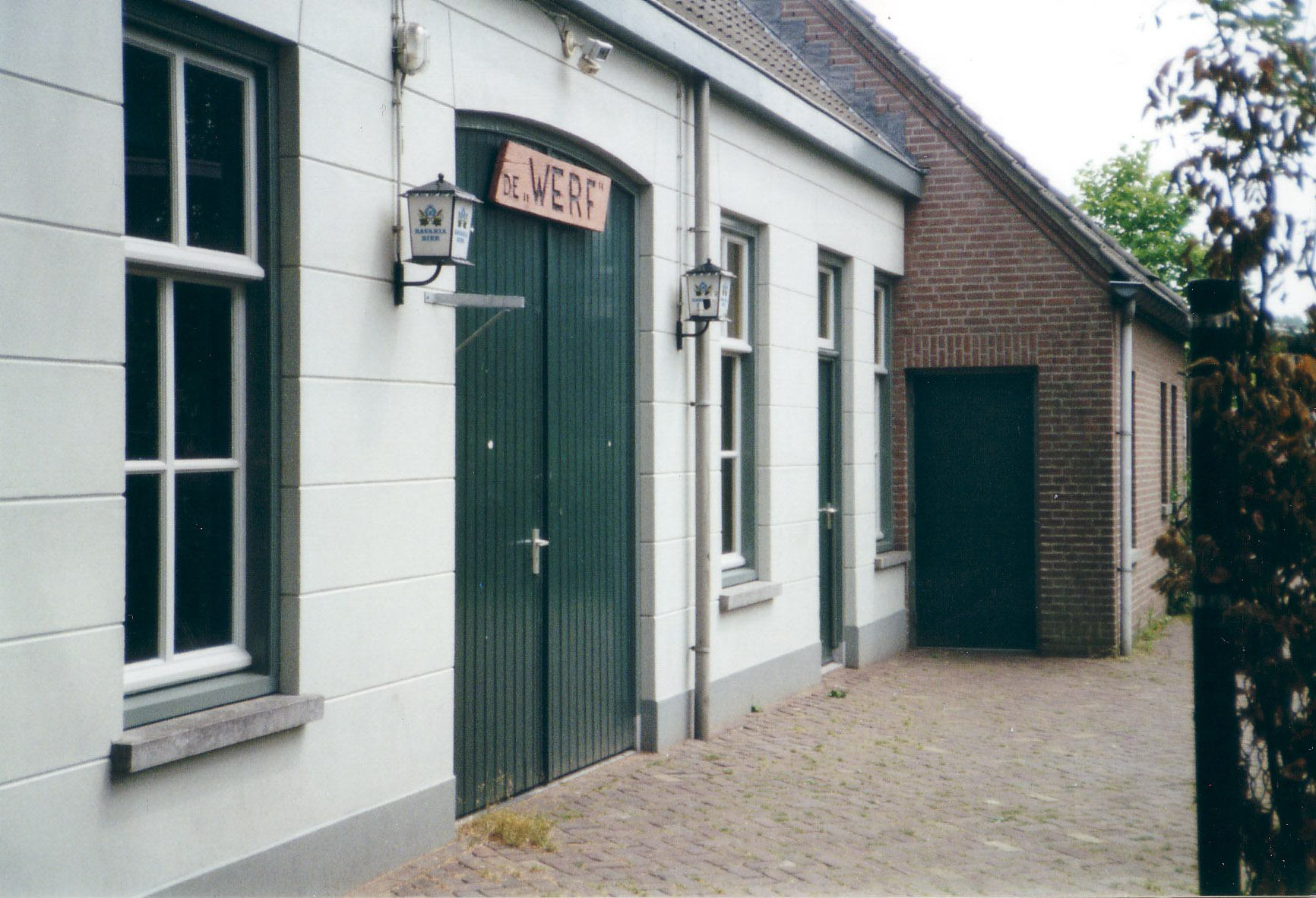
OJC De Werf

OJC De Werf was een Open Jongerencentrum gevestigd aan de Heuvel in het Noord-Brabantse Sint-Oedenrode. OJC De Werf kwam voort uit de in november 1974 opgerichte Stichting D'Istin.
Het centrum was aanvankelijk gevestigd in het voormalige Martinushuis. In oktober 1975 kwam er een andere bestemming voor het Martinushuis en verhuisde het jongerencentrum naar de oude leegstaande gemeentewerf. Aan deze gemeentewerf heeft het centrum zijn naam ontleend. In 1983 is het centrum verhuisd naar het verbouwde koetshuis van de notariswoning aan de Heuvel 21.
In De Werf hebben bekende artiesten opgetreden, zoals: Mark Foggo, Wealthy Beggar, Rob Kamphues, Herman Brusselmans en Bart Chabot.
De Werf is bijna 40 jaar een ontmoetingsplek geweest voor de jeugd van Sint-Oedenrode en omstreken en werd volledig door vrijwilligers gerund. Wegens gebrek aan vrijwilligers is het centrum op 18 januari 2015 gesloten.